# Orașu Nou-Vii
Orașu Nou-Vii – wieś w Rumunii, w okręgu Satu Mare, w gminie Orașu Nou. W 2011 roku liczyła 425 mieszkańców. 